# Cante jondo

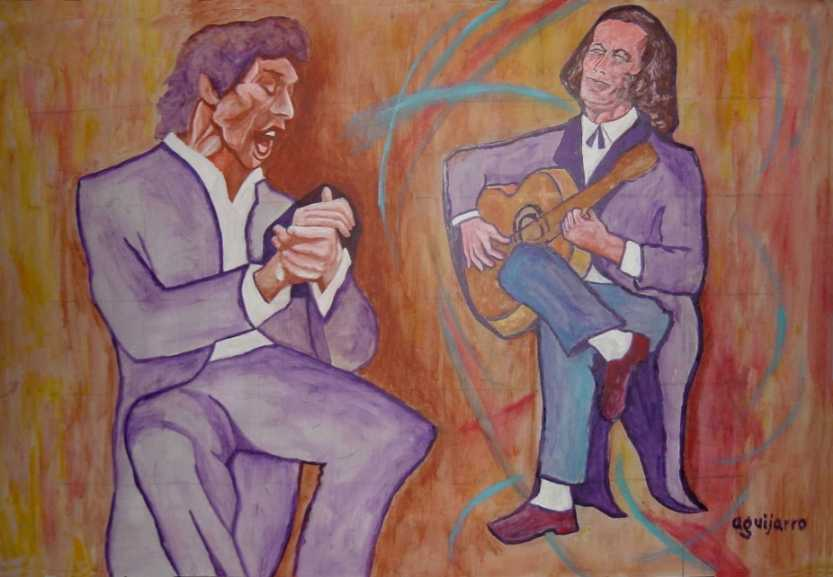
Flamencogesang (Camarón de la Isla und Paco de Lucía)

Der Cante jondo (spanisch Cante hondo „tiefer Gesang“), auch Cante grande genannt, ist eine der prinzipiellen Ausrichtungen des Flamenco und bezeichnet die „ernsten“ Flamencogesänge.

## Geschichte
Ab 1870 verbreitete sich der Flamenco über den Rahmen von familiären Feiern und örtlichen Festen hinaus und fand eine breitere Öffentlichkeit in den Cafés cantantes. Damit einher ging eine Ausweitung und Aufweichung der ursprünglichen Gesangsformen der Gitano-Gemeinschaft. Diese Popularisierung setzte sich zu Beginn des 20. Jahrhunderts fort, als die Cafés cantantes allmählich verschwanden und der Flamenco seinen Eingang in Varieté-Theater fand.
Liebhaber der ursprünglichen Formen, unter ihnen der Komponist Manuel de Falla, betrachteten diese Entwicklung als dekadent. Im Dichter Federico García Lorca fand de Falla einen Verbündeten. Gemeinsam bereiteten sie zwischen Juli 1921 und Februar 1922 einen Wettbewerb Concurso de cante jondo vor. Zuvor hatte García Lorca 1921 einen Gedichtzyklus Poema del cante jondo verfasst. Als Beispiel sei daraus folgendes Gedicht zitiert:
La guitarra

Empieza el llanto

de la guitarra.

Se rompen las copas

de la madrugada.

Empieza el llanto

de la guitarra.

Es inútil callarla.

Es imposible

callarla.

Llora monótona

como llora el agua

como llora el viento

sobra la nevada.
Die Gitarre

Es beginnt die Klage

der Gitarre.

Die Gläser splittern

im Morgengrauen.

Es beginnt die Klage

der Gitarre.

Nutzlos, sie zum Schweigen zu bringen.

Unmöglich

sie zum Schweigen zu bringen.

Sie weint monoton

wie das Wasser weint,

wie der Wind weint

über dem Schnee.
Im Dezember 1921 hatten de Falla und García Lorca beim Bürgermeisteramt Granadas schriftlich um finanzielle Unterstützung für ihr Projekt gebeten. Ihren Brief hatten auch die Komponisten Joaquín Turina und Oscar Esplá, der Dichter Juan Ramón Jiménez, die Dirigenten Bartolomé Pérez Casas und Enrique Fernández Arbós sowie der Musikkritiker Carlos Bosch und weitere bedeutende Persönlichkeiten der spanischen Künstlerszene unterschrieben. 
Im Februar 1922 begannen die Vorbereitungen zum Wettbewerb mit García Lorcas Vortrag Historische und künstlerische Bedeutung des primitiven andalusischen Gesangs, genannt „cante jondo“. Der vom Centro Artistico de Granada organisierte Wettbewerb fand schließlich während des Fronleichnamfestes (Corpus Christi) vom 13.–14. Juni 1922 in Granada auf der Plaza de los Ajibus vor der Alhambra statt. Zugelassen waren nur nicht-professionelle Sängerinnen und Sänger, die bei Bedarf in eigens für die Kandidaten des Wettbewerbs eingerichteten Escuela de Canto jondo von zwei Gelegenheitssängern eingewiesen wurden. Erwartet wurden Auftritte im Stile etwa von El Fillo, Silverio Franconetti, Enrique el Mellizo oder Antonio Chacón. Die Jury, bestehend aus Antonio Chacón, La Niña de los Peines (Pastora Pavón) und Andrés Segovia, erkannte dem schon sehr alten, aus Puente Gentil stammenden Sänger Diego Bermúdez, genannt „El Tenazas“ (um 1850 –1933), den ersten und dem gerade erst dreizehnjährigen Manolo Ortega, später bekannt als Manolo Caracol, den zweiten Siegerpreis zu.
Gleichwohl konnte der Wettbewerb eine weitere Popularisierung des Flamenco nicht verhindern – eine Entwicklung, die ab Mitte der 1920er-Jahre in der Ópera Flamenca gipfelte. Erst ab den 1950er Jahren fand eine Rückbesinnung auf den ursprünglichen Cante jondo statt. Sie fand in einem weiteren Wettbewerb 1956 in Córdoba ihren Niederschlag. Dieser Concurso Nacional de Córdoba, bei dem zuerst der Sänger Fosforito und das Schwesternpaar Fernanda y Bernarda de Utrera auftraten, besteht als Concurso nacional de Arte flamenco noch heute.

## Abgrenzung und Charakteristik
Im Gegensatz zum Cante jondo steht der tendenziell eher heitere Cante chico („kleiner Gesang“). Mischformen bezeichnet man als Cante intermedio.

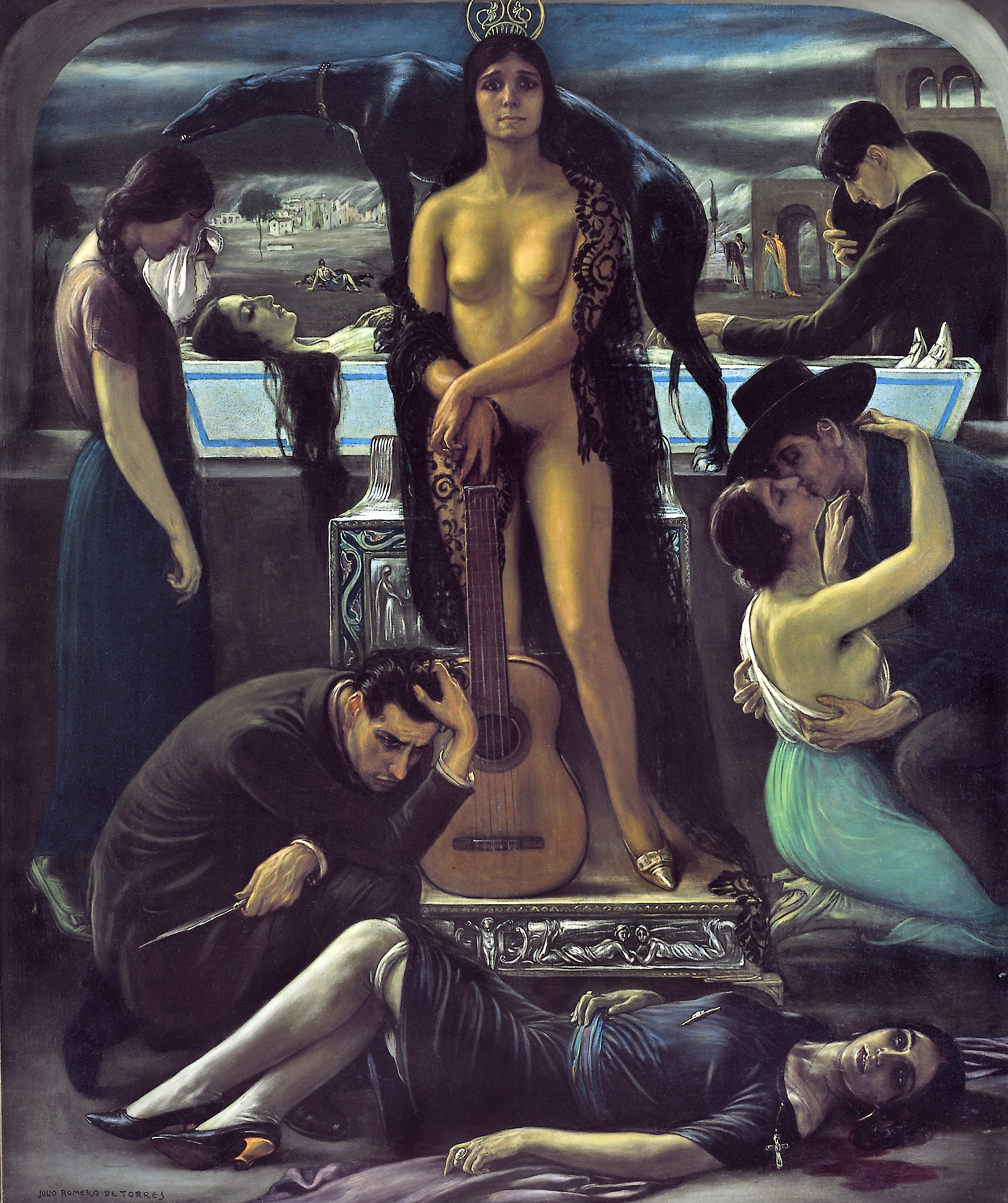
Julio Romero de Torres: Cante hondo

Die Themen des Cante jondo sind von feierlicher Melancholie und nicht selten tragisch. Tonalität und Vortrag, von Melismen durchsetzt, deuten auf orientalische und maurische Wurzeln hin. García Lorca vermutet die Wurzeln in der archaischen Musik Indiens. Sängerin und Sänger müssen Ausstrahlung und auch eine starke Physis besitzen, um die Emotionalität des Gesangs beim Publikum zur Wirkung zu bringen.
Federico García Lorca nannte in seinem 1930 entstandenen Essay Arquitectura del cante jondo zuvorderst die Seguiriya als „genuine und perfekte“ Form des Cante jondo. Außerdem nannte er die Polos, die Martinetes, die Deblas und die Soleares. Ferner schuf er seinem Gedichtzyklus Poema del cante jondo Gedichte zur Soleá, zur Saeta, zur Petenera, und eine Reihe anderer Liedtexte, die er keinem Palo fest zuordnete. Viele der Texte aus seinem Zyklus werden auch heute noch von Sängerinnen und Sängern vorgetragen. In der Lyrik des Flamenco findet sich jedoch eine unübersehbare Vielzahl weiterer Dichtung zum Cante jondo, sowohl aus älterer Überlieferung als auch aus García Lorcas Nachwelt.
García Lorca zufolge beeinflusste der Cante jondo verschiedene Musikrichtungen und Komponisten des 19. und frühen 20. Jahrhunderts, darunter Claude Debussy und die russische Schule mit Nikolai Rimski-Korsakow und Michail Glinka. Unter den spanischen Komponisten sind neben dem erwähnten Manuel de Falla des Weiteren Isaac Albéniz, Felip Pedrell, Adolfo Salazar, Roberto Gerhard, Frederic Mompou und Ángel Barrios (ein Freund von de Falla) und John Brande Trend zu nennen.